# Cyanallagma acutum
Cyanallagma acutum är en trollsländeart som först beskrevs av Friedrich Ris 1918.  Cyanallagma acutum ingår i släktet Cyanallagma och familjen dammflicksländor. Inga underarter finns listade i Catalogue of Life.